# Alba Rohrwacher
Alba Caterina Rohrwacher (Florencia, 27 de febrero de 1979), más conocida como Alba Rohrwacher, es una actriz italiana. Es hija de padre alemán, de quien procede su apellido, y madre italiana. 
Abandonó la carrera de medicina para comenzar su formación como actriz. Estudió interpretación en el Centro Experimental de Cine de Roma. Su primer papel en el cine fue en 2004 en L'amore ritrovato. En 2008 fue galardonada con el Premio David di Donatello a la Mejor Actriz de Reparto. En 2009 recibió un David de Donatello a la mejor actriz por su actuación en Il papà di Giovanna de Pupi Avati. Ganó el premio a la mejor actriz joven en el Festival Internacional de Cine de Berlín de 2009.
En 2014 Rohrwacher ganó la Copa Volpi a la mejor actriz en el 71.er Festival Internacional de Cine de Venecia por su interpretación en Hungry Hearts, una película del director italiano Saverio Costanzo.
Es hermana de Alice Rohrwacher, que fue galardonada en 2011 con el Nastro d'argento al mejor director novel por Corpo celeste.

## Filmografía
| Año  | Película                                 | Rol                          | Notas                                                        |
| ---- | ---------------------------------------- | ---------------------------- | ------------------------------------------------------------ |
| 2023 | Mi fanno male i capelli                  | Monica                       |                                                              |
| 2023 | Hors-saison                              | Alice                        |                                                              |
| 2023 | Te l'avevo detto                         | Caterina                     |                                                              |
| 2023 | Finalmente l'alba                        | Alida Valli                  |                                                              |
| 2023 | La quimera                               | Spartaco                     |                                                              |
| 2023 | Il sol dell'avvenire                     | Bit Part                     |                                                              |
| 2022 | Le pupille                               | Madre Superiora Fioralba     | Cortometraje                                                 |
| 2022 | Marcel!                                  | Madre                        |                                                              |
| 2021 | Il paradiso del pavone                   | Adelina                      |                                                              |
| 2021 | La hija oscura                           | Mujer alpinista              |                                                              |
| 2021 | Tres pisos                               | Monica                       |                                                              |
| 2020 | Being my mom                             |                              | Cortometraje                                                 |
| 2020 | Lacci                                    | Vanda prima                  |                                                              |
| 2020 | Last Words                               | Dima                         |                                                              |
| 2020 | Sous le ciel d'Alice                     | Alice Kamar                  |                                                              |
| 2019 | Magari                                   | Bendetta                     |                                                              |
| 2019 | The Staggering Girl                      | Vera                         | Cortometraje                                                 |
| 2019 | Hellhole                                 | Alba                         |                                                              |
| 2018 | Angelo                                   | Comtesse                     |                                                              |
| 2018 | La gracia de Lucía                       | Lucia                        |                                                              |
| 2018 | Lázaro Feliz                             | Antonia                      |                                                              |
| 2018 | Figlia Mia                               | Angelica                     |                                                              |
| 2017 | The Place                                | Suor Chiara                  |                                                              |
| 2017 | Les fantômes d'Ismaël                    | Arielle/Faunia               |                                                              |
| 2016 | L'ami - François d'Assise et ses frères  | Claire d'Assise              |                                                              |
| 2016 | La mécanice de l'ombre                   | Sara                         |                                                              |
| 2016 | Perfetti sconosciuti                     | Bianca                       |                                                              |
| 2015 | Viva la sposa                            | Sofia                        |                                                              |
| 2015 | Sangue del mio sangue                    | María Perletti               |                                                              |
| 2015 | Tale of Tales                            | Mother Circus Performer      |                                                              |
| 2015 | Taj Mahal                                | Giovanna                     |                                                              |
| 2015 | De Djess                                 | Divina                       | Cortometraje dentro de la colección Women's Tales de Miu Miu |
| 2015 | Vergine giurata                          | Hana, Mark                   |                                                              |
| 2015 | Hungry Hearts                            | Mina                         |                                                              |
| 2014 | Le meraviglie                            | Angelica                     |                                                              |
| 2014 | Ferite a morte                           | Narradora                    | Película para televisión                                     |
| 2014 | Con il fiato sospeso                     | Stella                       | Cortometraje                                                 |
| 2013 | Via Castellana Bandiera                  | Clara                        |                                                              |
| 2012 | Il comandante e la cicogna               | Diana                        |                                                              |
| 2012 | Bella addormentata                       | Maria                        |                                                              |
| 2012 | Glück                                    | Irina, Prostituta            |                                                              |
| 2011 | Tormenti - Film disegnato                | Eleonora 'Lolli' Ciancarelli | Voz                                                          |
| 2011 | In carne e ossa                          | Viola                        |                                                              |
| 2011 | Missione di pace                         | Maria Pettariello            |                                                              |
| 2010 | La soledad de los números primos         | Alice Della Rocca adulta     |                                                              |
| 2010 | Sorelle Mai                              | Professoressa Vitaliani      |                                                              |
| 2010 | Cosa voglio di più                       | Anna                         |                                                              |
| 2010 | Diarchia                                 | Joven mujer                  |                                                              |
| 2009 | In carne e ossa                          | Viola                        |                                                              |
| 2009 | L'uomo che verrà                         | Beniamina                    |                                                              |
| 2009 | Io sono l'amore                          | Elisabetta Recchi            |                                                              |
| 2009 | La seconda famiglia                      | Margherita                   | Cortometraje                                                 |
| 2009 | Due partite                              | Giulia                       |                                                              |
| 2008 | Il papà di Giovanna                      | Goivanna Casali              |                                                              |
| 2008 | Caos calmo                               | Annalisa                     |                                                              |
| 2008 | Riprendimi                               | Lucia                        |                                                              |
| 2007 | Part deux                                | Lei                          | Cortometraje                                                 |
| 2007 | Giorni e nuvole                          | Alice                        |                                                              |
| 2007 | Non c'è più neinte da fare               | Letizia                      |                                                              |
| 2007 | Nelle tue mani                           | Carla                        |                                                              |
| 2007 | Giorni e nuvole                          | Alice                        |                                                              |
| 2007 | Piano, solo                              | Marta                        |                                                              |
| 2007 | Maria Montessori: una vita per i bambini | Anna                         | Película para televisión                                     |
| 2007 | Mi hermano es hijo único                 | Violetta Benassi             |                                                              |
| 2007 | Il pirata: Marco Pantani                 |                              | Película para televisión                                     |
| 2006 | Ultravioletto                            | La chica                     | Cortometraje                                                 |
| 2006 | 4-4-2 - Il gioco più bello del mondo     | Laura                        | Segmento "La donna del Mister"                               |
| 2006 | Il regista di matrimoni                  | Asistente                    | con el nombre Alba Caterina Rohrwacher                       |
| 2005 | Melissa P.                               | Clelia                       |                                                              |
| 2005 | Angela                                   | Ragazza attentato            | Película para televisión                                     |
| 2005 | Kiss me Lorena                           | Elizabeth 'Liz' Bithume      | con el nombre Alba C. Rohrwacher                             |
| 2005 | Fare bene mikles                         | María                        | Cortometraje                                                 |
| 2004 | Tre bugie                                |                              | Cortometraje                                                 |
| 2004 | Giovani talenti italiani                 |                              | segmento 'È come uccidere'                                   |
| 2004 | L'amore ritrovato                        | Fausta                       | con el nombre Alba Caterina Rohrwacher                       |
| 2004 | The screen                               | Isa                          | Cortometraje                                                 |

| Año  | Serie                                    | Rol             | Notas        |
| ---- | ---------------------------------------- | --------------- | ------------ |
| 2022 | La amiga estupenda                       | Narradora       | 24 episodios |
| 2018 | La tv delle ragazze - Gil Stati generali | Donna Medievale | 1 episodio   |
| 2018 | O milagre                                | Sandra Roversi  | 8 episodios  |
| 2006 | Il vizio dell'amore                      |                 | 1 episodio   |
| 2004 | Don Matteo                               | Médico          | 1 episodio   |

## Premios y reconocimientos
Festival Internacional de Cine de Venecia
| Año  | Categoría                                 | Película                         | Resultado |
| ---- | ----------------------------------------- | -------------------------------- | --------- |
| 2010 | Premio Francesco Pasinetti - Mejor actriz | La soledad de los números primos | Ganadora  |
| 2013 | Premio Francesco Pasinetti                | Hungry Hearts                    | Ganador   |
| 2014 | Copa Volpi                                | Hungry Hearts                    | Ganadora  |